# Breganze Sauvignon superiore
Il Breganze Sauvignon superiore è un vino DOC la cui produzione è consentita nella provincia di Vicenza.

## Caratteristiche organolettiche
- colore: giallo paglierino
- odore: delicato, più o meno aromatico
- sapore: asciutto, armonico e gradevole, con o senza presenza gradevole di legno

## Produzione
Provincia, stagione, volume in ettolitri
- nessun dato disponibile